# Gmina Plandište
Gmina Plandište (serb. Opština Plandište / Општина Пландиште) – gmina w Serbii, w Wojwodinie, w okręgu południowobanackim. W 2018 roku liczyła 10 314 mieszkańców.